# St.-James-Kathedrale (Toronto)

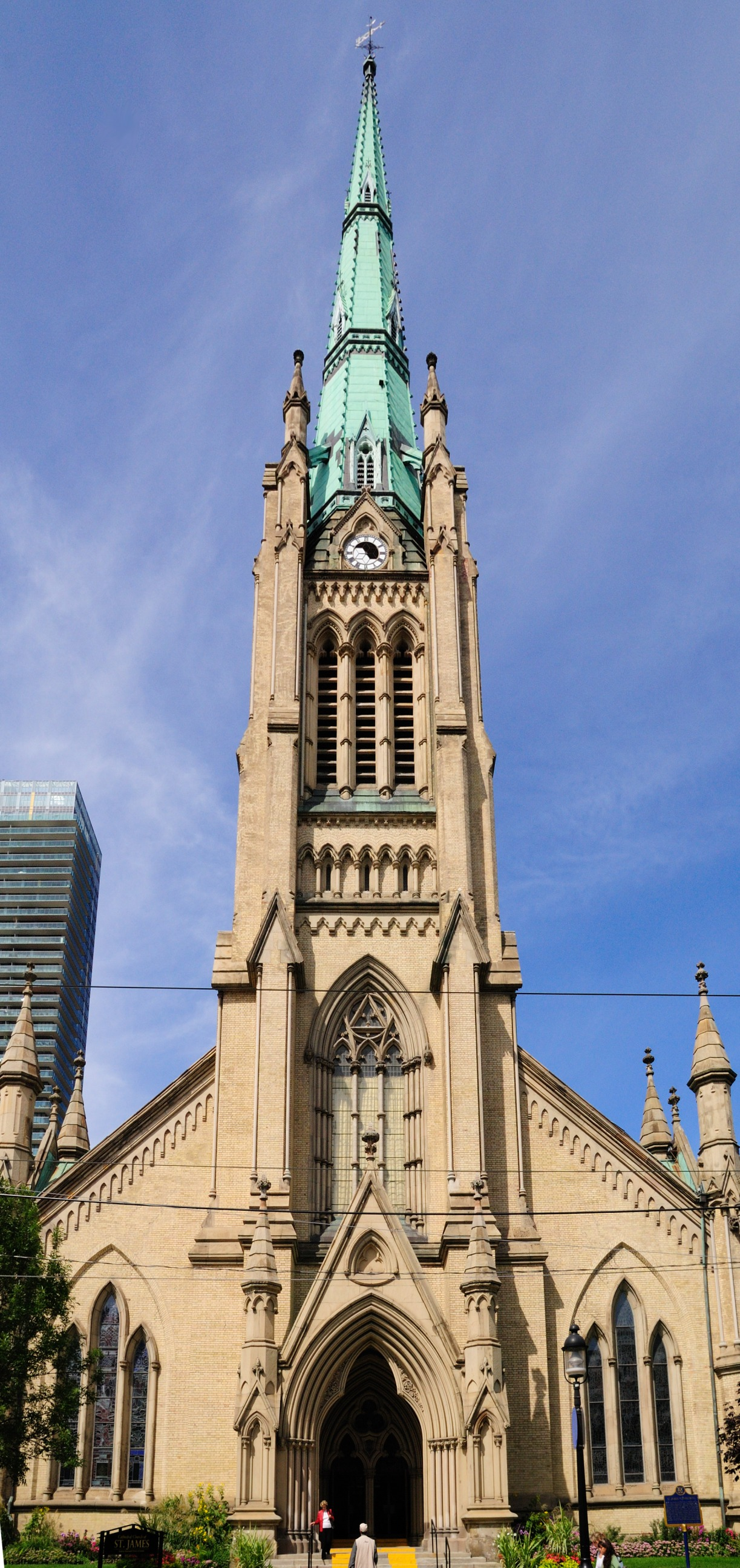
Haupteingang und Turm der St.-James-Kathedrale

Die anglikanische St.-James-Kathedrale im kanadischen Toronto gehört zur ältesten Kirchengemeinde in der Stadt. Sie wurde 1797 gegründet; der Sakralbau wurde 1844 vollendet und war lange Zeit das höchste Gebäude Torontos. Die Kathedrale steht an der nordöstlichen Ecke der Kreuzung zwischen der Church Street mit der King Street East. Nördlich verläuft die Adelaide Street East, östlich von ihr erstreckt sich der gleichnamige St.-James-Park.

## Geschichte

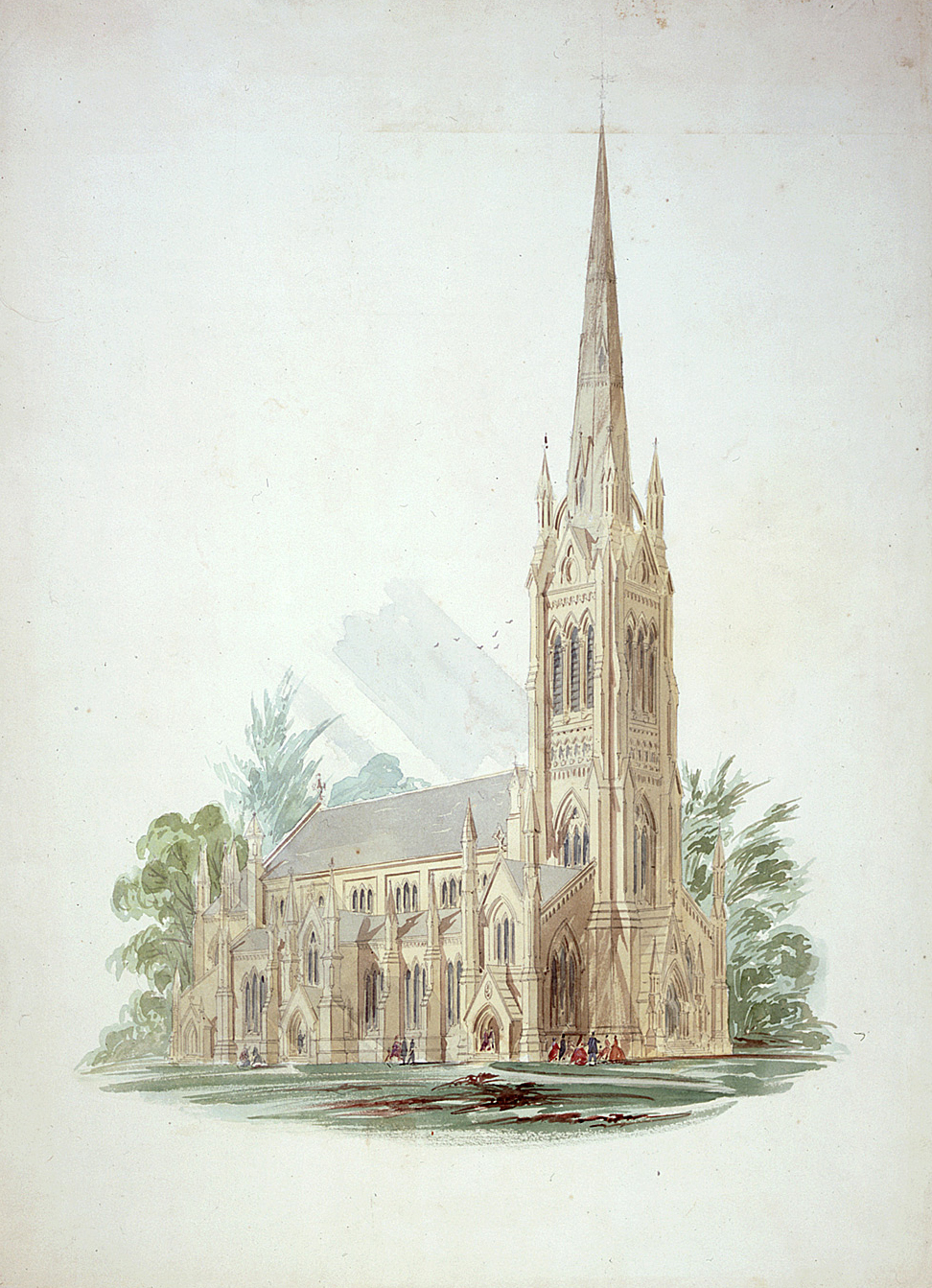
Historische Darstellung (um 1858) der St.-James-Kathedrale

Die heutige St.-James-Kathedrale ersetzt eine Holzkirche, die im Jahr 1807 errichtet und 1818 vergrößert wurde. Bei einem Besuch des Bischofs Steward von Quebec 1828 entschied dieser den Neubau der Kirche des Apostels St. James, so wie damals die Kirche genannt wurde. 1832 wurde nach zweijähriger Bauzeit die Holzkirche durch eine aus Stein ersetzt, die allerdings 1839 niederbrannte. Die Gemeinde traf sich nach dem Brand im ersten Rathaus der Stadt, welches heute Teil des St. Lawrance Markt ist, sowie im Upper Canada Collage an der Kreuzung zwischen King und Simcoe Street. Ebenfalls 1839 wurde die Diözese Toronto der Anglikanischen Kirche von Kanada gegründet, die sich von der Diözese Quebec abspaltete. Der erste Bischof von Toronto war John Strachan.
Der dritte Sakralbau ist die heutige im neugotischen Stil erbaute Kirche und bietet für 2000 Personen Sitzplätze. Sie misst bis zu ihrer Spitze 92,9 Meter und ist nach dem St.-Josephs-Oratorium die zweithöchste Kirche Kanadas. Die Gesamtlänge des Langhauses inklusive des Turms beträgt 60,3 Meter, die maximale Breite beläuft sich auf 29,9 Meter. Ihr Architekt war Fredrick Cumberland. Sie wurde am 19. Juni 1853 für den Gottesdienst eröffnet. Die Fertigstellung ihres Turms sowie die Installation der Kirchenglocken zog sich bis 1965 hin, die Kirchturmspitze wurde 1874 fertiggestellt. Der Architekt des Kirchturms war William Storm. Ein Jahr später wurde die Turmuhr installiert. Der Kirchenfriedhof stand ursprünglich östlich des Sakralbaus und wurde in den 1840er Jahren in die Bischofskirche St.-James-the-Less verlagert.
Im Jahr 1999 diente die Westfassade als Kulisse für einige Szenen der Filmkomödie Detroit Rock City.

## Beschreibung

### Glocken
Die St.-James-Kathedrale in Toronto verfügt über zwölf Glocken, zehn dieser Glocken sind 1828 gegossen worden. Bemerkenswert ist die Tatsache, dass die Glocken der Kathedrale nicht mechanisch angetrieben sind, sondern dass jede Glocke durch einen Glöckner betrieben wird. Jede Glocke ist nach einer der Gemeinden der alten Stadt York (der alte Name von Toronto) benannt.

### Innenraum und Ausstattung
Betritt man die St.-James-Kathedrale durch das Hauptportal in der King Street, gelangt man durch den Vorraum in einen weiteren Raum, dessen quadratischer Grundriss zum Kirchturm gehört. Rechts an diesen Raum schließt sich die St.-Georgs-Kapelle an, links davon im Südwesten befindet sich ein kleiner Andenkenladen. In diesem Raum befindet sich eine Büste in einem Holzschrein von Henry James Grasett (1808–1867), dem ersten Dekan Torontos. Von allen drei Räumen kann man nordwärts zum Langhaus gelangen, welches sich in das Mittelschiff und ein westliches und ein östliches Seitenschiff unterteilt. Da die St.-James-Kathedrale keine Vierung besitzt, hat sie auch kein Querhaus. Trotzdem befinden sich ungefähr in der Mitte des Langhauses nach Westen und nach Osten zwei kleinere Anhänge, die allerdings deutlich niedriger als die Dachkante des Langhauses sind. Im Westen befindet sich ein kleiner Vorraum mit einer weiteren Türe, im Osten ist das Baptisterium untergebracht.